# Old Henry Clay
Old Henry Clay (* 1837 auf Long Island; † Frühjahr 1867 in Lodi (New York)) war ein Trab-Rennpferd und Zuchthengst.

## Leben
Old Henry Clay wird oft als Urvater des amerikanischen Trabrennpferdes oder als „America’s National Thoroughbred Trotting Horse“ bezeichnet und spielte eine wichtige Rolle bei der Entwicklung der Americo-Araber. Er wurde von dem in Livingston County (New York) ansässigen Colonel William W. Wadsworth gekauft und zunächst vor dem Wagen genutzt. Seine Stärke und Ausdauer wurden unter anderem von Randolph Huntington sehr geschätzt. Old Henry Clay wurde in seinen späteren Jahren als Zuchthengst verwendet und vererbte seine positiven Eigenschaften weiter. Im Alter erblindete er.

## Clay-Linie
Nach dem Tod des Pferdes stieß Huntington all seine Pferde aus anderen Blutlinien ab und bemühte sich ab 1877, möglichst viele von Old Henry Clays Nachkommen aufzukaufen. Die Blutlinie galt damals als die beste und meistgesuchte des Landes. Die Americo-Araber entstanden aus einer Kreuzung von arabischen Pferden mit Nachkommen Old Henry Clays.
Huntingtons Zucht begann mit sechs Töchtern von Old Henry Clay, von denen je drei mit den arabischen Hengsten Leopard und Linden Tree gepaart wurden. Die Ergebnisse waren gut und Huntington konnte bald einen ausgedehnteren Bestand an Clay-Arabs, wie er diese Pferde nannte, sein Eigen nennen. 1888 kaufte er die Stute Naomi, die in England stand, hinzu. Ein Versuch, auch den Hengst Kismet zu nutzen, scheiterte: Huntington konnte Kismet zwar zu einem Preis von 20 000 Dollar mieten und von England nach Amerika transportieren lassen, doch ging das Tier kurz nach seiner Ankunft an Lungenentzündung zugrunde.
Nachdem ein Angestellter Huntingtons rund 100 000 Dollar veruntreut hatte, geriet dieser in finanzielle Schwierigkeiten. Auf einer Auktion in New York im Februar 1894 musste Huntington 85 Pferde, wohl großenteils Clay-Araber, versteigern lassen. Sie wurden zu einem durchschnittlichen Preis von 1 800 Dollar pro Tier veräußert.

## Verbleib
1881 wurden Old Henry Clays Überreste exhumiert und im Ward's Natural Science Establishment präpariert. Randolph Huntington ließ sie durch Erastus Corning und Henry C. Jewett am 22. April 1881 dem U.S. National Museum übergeben. Teile dieses Skeletts, unter anderem der Unterkiefer, sind erhalten geblieben und befinden sich heute im Smithsonian Museum Support Centre.